# Dystrichothorax
Dystrichothorax is een geslacht van kevers uit de familie van de loopkevers (Carabidae). De wetenschappelijke naam van het geslacht is voor het eerst geldig gepubliceerd in 1892 door Blackburn.

## Soorten
Het geslacht Dystrichothorax omvat de volgende soorten:
- Dystrichothorax amplipennis Macleay, 1871
- Dystrichothorax angustimargo Baehr, 2004
- Dystrichothorax australis (Erichson, 1842)
- Dystrichothorax bernhardti Baehr, 2004
- Dystrichothorax bicolor Blackburn, 1892
- Dystrichothorax bipunctatus Blackburn, 1892
- Dystrichothorax catrionae Baehr, 2004
- Dystrichothorax convexicollis Baehr, 2004
- Dystrichothorax convexior Baehr, 2004
- Dystrichothorax corrugatus Baehr, 2004
- Dystrichothorax demarzi Baehr, 2004
- Dystrichothorax difficilis Baehr, 2004
- Dystrichothorax dilatatus (Erichson, 1842)
- Dystrichothorax eungellae Baehr, 2004
- Dystrichothorax gibbosus Baehr, 2004
- Dystrichothorax hamifer Baehr, 2004
- Dystrichothorax hawkeswoodi Baehr, 2004
- Dystrichothorax heatherae Baehr, 2004
- Dystrichothorax laevior Baehr, 2004
- Dystrichothorax laevipennis Baehr, 2004
- Dystrichothorax lamingtonensis Baehr, 2004
- Dystrichothorax leichardtensis Baehr, 2006
- Dystrichothorax lewisensis Baehr, 2004
- Dystrichothorax lividus Blackburn, 1892
- Dystrichothorax macrops Baehr, 2004
- Dystrichothorax montiscoerulei Baehr, 2006
- Dystrichothorax moorei Baehr, 2004
- Dystrichothorax multistriatus Baehr, 2004
- Dystrichothorax nothofagi Baehr, 2004
- Dystrichothorax novaeangliae Baehr, 2004
- Dystrichothorax otwayensis Baehr, 2004
- Dystrichothorax parallelocollis Baehr, 2004
- Dystrichothorax piceus Baehr, 2004
- Dystrichothorax pictus Baehr, 2004
- Dystrichothorax placidus Lea, 1908
- Dystrichothorax plagifer Baehr, 2004
- Dystrichothorax regularis Baehr, 2004
- Dystrichothorax reidi Baehr, 2004
- Dystrichothorax sloanei Blackburn, 1892
- Dystrichothorax storeyi Baehr, 2004
- Dystrichothorax tasmaniensis Baehr, 2004
- Dystrichothorax verticis Baehr, 2004
- Dystrichothorax vicinus Blackburn, 1892
- Dystrichothorax victoriae Baehr, 2004
- Dystrichothorax vittipennis Sloane, 1911
- Dystrichothorax windsorensis Baehr, 2004